# Saison 1 de Millennium
 (septembre 2021).
Si vous disposez d'ouvrages ou d'articles de référence ou si vous connaissez des sites web de qualité traitant du thème abordé ici, merci de compléter l'article en donnant les références utiles à sa vérifiabilité et en les liant à la section « Notes et références ».
 (septembre 2021).
Chronologie
Saison 2
Cet article présente le guide des épisodes de la première saison de la série télévisée américaine Millennium.

## Distribution

### Acteurs principaux
- Lance Henriksen (VF : Bruno Devoldère) : Frank Black
- Megan Gallagher (VF : Clara Borras) : Catherine Black
- Klea Scott (en) (VF : Christine Delaroche) : Agent Emma Hollis

### Acteurs récurrents
- Brittany Tiplady (VF : Chantal Macé) : Jordan Black
- Bill Smitrovich (VF : Jean-Claude Sachot) : Lieutenant Robert « Bob » Bletcher
- Terry O'Quinn (VF : Igor De Savitch) : Peter Watts

## Liste des épisodes

### Épisode 1:La Seconde Venue[1]
- États-Unis : 25 octobre 1996 sur FOX
- France : 5 juillet 1998 sur France 2

- États-Unis : 17,72 millions de téléspectateurs (première diffusion)

Ce premier épisode introduit le contexte (l'histoire démarre en 1996, à Seattle) et montre qui est le personnage principal.
Doté de la capacité de voir ce que les criminels perçoivent, Franck – un ex-agent du FBI – déménage à Seattle pour fuir un criminel qui lui envoie des polaroids de sa femme et de sa fille.
Il cherche à créer un cadre sécurisant pour sa famille. 
Cependant, Franck, inquiet, reçoit de nouveaux polaroids récemment photographiés.